# Syncephalastrum racemosum
Syncephalástrum racemósum (лат.) — вид зигомицетовых грибов, относящийся к роду Syncephalastrum. Типовой вид рода.

## Описание
Гетероталличный вид.
При малом увеличении головки со спорангиями напоминают головки с конидиями у видов Aspergillus. Колонии на агаре с солодовым экстрактом (MEA) быстро растущие, сероватые, с многочисленным воздушным мицелием.
Спорангиеносцы образуются супротив ризоидов, неправильно ветвящиеся (с многочисленными короткими и немогочисленными более длинными, повторно разветвлёнными веточками), 10—25 мкм толщиной, на концах с шаровидной головкой до 80 мкм в диаметре, покрытой мероспорангиями. Мероспорангии серые, цилиндрические до слабо булавовидных, до 50 мкм длиной и до 4 мкм шириной, содержат 3—18 спор, расположенных в один ряд. Мероспорангиоспоры светло-коричневые, шаровидные до яйцевидных, гладкостенные, 3—7 мкм в диаметре.
Зигоспоры образуются между равными копулирующими отрогами (суспензорами), чёрные, шаровидные, 50—90 мкм в диаметре, покрытые коническими отростками.

## Экология
Выделен из гниющего сена, из зерна, из почвы, из помёта. Обычен в тропических и субтропических регионах.

## Синонимы
- Syncephalastrum cinereum Bainier, 1907
- Syncephalastrum elegans Marchal & É.J.Marchal, 1892
- Syncephalastrum fuliginosum Bainier, 1907
- Syncephalastrum javanicum Racib., 1909
- Syncephalastrum nigricans Vuill., 1887
- Syncephalastrum verruculosum P.C.Misra, 1975